# Родное (Херсонская область)
Родное (укр. Рідне, до 2016 г. — Ленинка) — село в Виноградовской сельской общине Херсонского района Херсонской области Украины.
Почтовый индекс — 75108. Телефонный код — 5542. Код КОАТУУ — 6525085003.

## Население
Население по переписи 2001 года составляло 96 человек.

### Языковой состав
Родной язык населения по данным переписи 2001 года:
| Язык       | Численность, чел. | Доля     |
| ---------- | ----------------- | -------- |
| Украинский | 93                | 96,88 %  |
| Русский    | 3                 | 3,12 %   |
| Итого      | 96                | 100,00 % |

## Местный совет
75140, Херсонская обл., Алёшковский р-н, с. Тарасовка, ул. Садовая, 99